# 瓦洛巴湖
瓦洛巴湖（白俄羅斯語：Валоба）是白俄羅斯的湖泊，屬於德里薩河流域，由維捷布斯克州負責管轄，長4.62公里、寬1.4公里，面積3.32平方公里，集水區面積51.1平方公里，最大水深9.9米。